# Todd A. Kessler

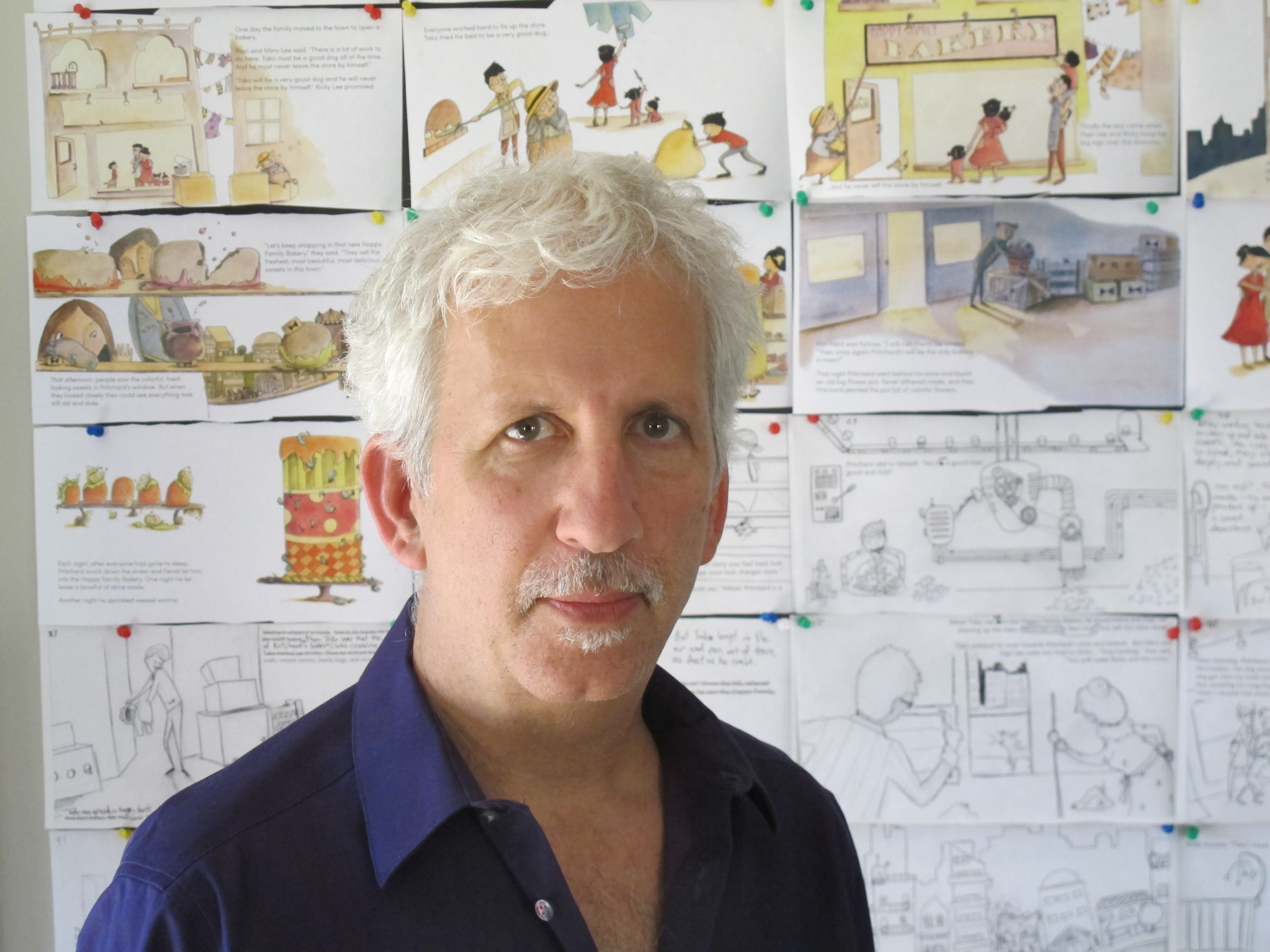
Todd A. Kessler, 2013

Todd A. Kessler (* 19. Juni 1979 in Brasília) ist ein US-amerikanischer Regisseur. Unter seiner Regie sind Serien wie Damages – Im Netz der Macht entstanden.

## Leben
Kessler wurde in Brasília (Brasilien) als Sohn italienischer Einwanderer geboren. Nach seinem Studium der forensischen Psychologie in Michigan (Vereinigte Staaten) arbeitete er sechs Jahre im Psychologenteam der Staatsanwaltschaft. Danach lernte er Regieführung und wurde von der School of Theater in Los Angeles angenommen. Er arbeitete als Storyeditor und verfasste Drehbücher wie etwa 1999 zur Fernsehserie Providence. Ab 2001 war er Drehbuchautor, Produzent und Regisseur von Serien wie Damages, Die Sopranos und Robbery Homicide Division. 2015 veröffentlichte Netflix die von ihm entwickelte Fernsehserie Bloodline. Im Jahr 2024 wird seine Serie The New Look ausgestrahlt.